# 高橋邦明 (建築家)
高橋 邦明（たかはし くにあき、1967年 - ）は、日本の建築家。現在､東京電機大学非常勤講師。A studio主宰。
東京都生まれ。1990年、日本大学生産工学部建築工学科卒業後、早稲田大学大学院理工学研究科修士課程に進学。1992年、同課程修了後、磯崎新アトリエ勤務。
代表作に、等々力の集合住宅、Project STEALTH　街と山の間に住む家　など。